# Скупиця
45°29′ пн. ш. 15°28′ сх. д. / 45.48° пн. ш. 15.47° сх. д.
Скупиця (хорв. Skupica) — населений пункт у Хорватії, в Карловацькій жупанії у складі громади Нетретич.

## Населення
Населення за даними перепису 2011 року становило 144 осіб.
Динаміка чисельності населення поселення: